# 9711 Želetava
9711 Želetava là một tiểu hành tinh vành đai chính với chu kỳ quỹ đạo là 1874.7159610 ngày (5.13 năm).
Nó được phát hiện ngày 7 tháng 8 năm 1972.